# エンド・オブ・バイオレンス
『エンド・オブ・バイオレンス』（英: The End of Violence）は、ヴィム・ヴェンダースが監督を務めた1997年のサスペンス映画。

## 出演者
- ビル・プルマン
- アンディ・マクダウェル
- ガブリエル・バーン
- ローレン・ディーン
- トレイシー・リンド
- ウド・キアー
- サミュエル・フラー